# Ann Mandrella
Ann Mandrella (* 3. August 1971 in Besançon) ist eine französische Musicaldarstellerin.

## Leben
Ann Mandrella wurde in Frankreich geboren und wuchs in Koblenz auf. Nach dem Abitur wurde sie an der Folkwang Universität der Künste in Essen zur Musicaldarstellerin ausgebildet. Sie zog danach nach Wien zu einer weiteren Gesangsausbildung. Zu dieser Zeit bekam sie erste Rollenangebote für Musicals, so trat sie in Grease, West Side Story, Die Schöne und das Biest und Chicago auf.
1999 lernte sie ihren späteren Ehemann Drew Sarich in Berlin kennen. Mit ihm verweilte sie 2006/2007 in den Vereinigten Staaten. Zu dieser Zeit spielte sie als „Babette“ in Beauty and the Beast am Broadway. 2009 spielte sie die Hauptrolle in Evita in Dortmund.

## Musicals
- Grease – Cha-Cha (1994–1995)
- Die Schöne und das Biest (Wien) – Babette (1995–1997)
- Cole Porter Revue – Juliet (1996–1997)
- West Side Story – Anita (1997)
- City of Angels (Krefeld) – Gabby/Bobby (1997)
- Die Schöne und das Biest (Stuttgart) – Babette (1997–1998)
- City of Angels (Amstetten) – Gabby/Bobby (1998)
- Chicago (Wien) – June (u/o Roxie)  (1998–1999)
- Chicago (Berlin) – Roxie  (2000)
- Chicago (Schweiz) – Roxie  (2000–2001)
- Time Out! – Maxine (2001)
- Chicago (Düsseldorf) – Roxie  (2001–2002)
- What A Feeling – Aylin (2002)
- Wake Up – Lydia (2002–2004)
- Lapdog and Wildcat (2003)
- The Wild Party (Amstetten) – Queenie (2003)
- The Wild Party (Klagenfurt) – Queenie (2004–2005)
- Show Boat – Ellie (2005–2006)
- Jacques Brel is Alive and Well and Living in Paris (New York City) – Woman #1 (2006)
- Beauty and the Beast (New York City) – Babette (2007)
- Evita (Dortmund) – Eva Perón (2009)
- Pardon My English (Dresden) – Gitta (2009)
- Ich war noch niemals in New York (Wien) – Lisa Wartberg (2010)
- Hello, Dolly! (Bad-Ischl) – Dolly Levi (2013)
- Victor / Victoria (Klagenfurt) – Victor / Victoria Grant (2015)
- Blutsbrüder (Brunn am Gebirge) – Ms. Lyons (2018–2019)
- The Last five Years (Wien) – Cathy (2018–2019)
- Der Kuss der Spinnenfrau (Baden) – Aurora (2019)
- Der König und Ich (Baden) – Lady Thiang (2020)
- NEUN (Baden) – Claudia Nardi (2022)
- Into the Woods (Brunn am Gebirge) – Bäckersfrau (2022)
- Hedwig and the Angry Inch (Wien)  – Yitzhak (2023)
- Cabaret (Bühne Baden) – Sally Bowles (2023)